# Ярівка (Дністровський район)
Я́рівка — село в Хотинській міській громаді Дністровського району Чернівецької області України.

## Назва
Раніше село називалось «Геджев» (Гиждеу, Гиджеу; від рум. Hajdeu de Sus). 1949 року село було перейменоване на — Ярівка. Нова назва напевне походить від того, що село розташоване в дуже яристій місцевості.

## Географія
По території села протікає річка Сталінешти.
Кожна частина села (кут) має свою назву: Горянка, Голодовка, Панська, Кобилянська.

## Історія
У 1619 році перша задокументована згадка села під назвою «Гиждеу» (рум. Hâjdău).
Мешканці села зазнали каральної акції операції «Захід».
З 24 серпня 1991 року село входить до складу незалежної України.
У 2018 році шляхом об'єднання сільських рад, село увійшло до складу Хотинської міської громади, до цього органом місцевого самоврядування була Ярівська сільська рада.
19 липня 2020 року, в результаті адміністративно-територіальної реформи та ліквідації Хотинського району, село увійшло до складу Дністровського району.

## Населення

### Мова
Розподіл населення за рідною мовою за даними перепису 2001 року:
| Мова            | Кількість | Відсоток |
| --------------- | --------- | -------- |
| українська      | 1206      | 98.61%   |
| румунська       | 11        | 0.90%    |
| російська       | 5         | 0.41%    |
| інші/не вказали | 1         | 0.08%    |
| Усього          | 1223      | 100%     |

## Пам'ятки
- Гідрологічна пам'ятка природи «Ярівська мінеральна»

## Відомі люди

Болбочан Петро Федорович

- Болбочан Петро Федорович (1883 — 1919) — український військовий діяч, полковник Армії УНР.
- Гаврилюк Михайло Віталійович (нар. 1979) — активіст Майдану, відомий тим, що його катували співробітники спецпідрозділу «Ягуар»[4].
- Пелехатий В'ячеслав Максимович (1974 — 2014) — старший прапорщик, військовик Високомобільних десантних військ ЗС України. Загинув у зоні проведення АТО на сході України.